# 6166 Univsima
A 6166 Univsima (ideiglenes jelöléssel 1978 SP4) a Naprendszer kisbolygóövében található aszteroida. Ljudmila Ivanovna Csernih fedezte fel 1978. szeptember 27-én.